# Amphimas pterocarpoides
Amphimas pterocarpoides ist ein Baum in der Familie der Hülsenfrüchtler in der Unterfamilie der Schmetterlingsblütler (Faboideae) aus West- und Zentralafrika bis in den Sudan.

## Beschreibung
Amphimas pterocarpoides wächst als laubabwerfender Baum bis zu 50 Meter hoch. Der Stammdurchmesser erreicht bis zu 180 Zentimeter. Es sind Brettwurzeln ausgebildet. Die grau-braune Borke ist rau und schuppig bis abblätternd. Der Baum führt ein rötliches Harz, Exsudat.
Die unpaarig gefiederten und gestielten Laubblätter sind schraubig an den Zweigenden angeordnet. Der Blattstiel ist bis 4,5 Zentimeter lang und die behaarte Rhachis bis über 30 Zentimeter. Die bis zu 21 kurz gestielten und ganzrandigen, stumpfen bis bespitzten oder seltener eingebuchteten, länglichen bis elliptischen oder eiförmigen bis verkehrt-eiförmigen, fast kahlen Blättchen sind bis zu 13 Zentimeter lang. Die Blättchenbasis ist abgerundet bis leicht herzförmig oder spitz. Die Nervatur ist gefiedert mit undeutlichen Seitenadern. Es sind kleine fädige Nebenblättchen vorhanden. Die größeren Nebenblätter sind abfallend.
Die Blüten erscheinen in end- oder achselständigen, vielblütigen, fein bräunlich-rostig behaarten und lockeren, zusammensetzten Trauben, Rispen. Die zwittrigen und duftenden, kurz gestielten, kleinen Blüten mit doppelter Blütenhülle sind fünfzählig. Die kurzen Blütenstiele sind oben mit einem „Gelenk“ unterteilt. Der kleine, becherförmige Kelch mit kurzen, abgerundeten Lappen ist bräunlich-rostig behaart. Die weißlichen, genagelten Petalen sind tief zweilappig, mit zwei länglichen und stumpfen, wellig-knittrigen Lappen. Die 10 kurzen Staubblätter sind an der Basis verwachsen. Der kurz gestielte und kahle Fruchtknoten ist oberständig mit kurzem, fast endständigem Griffel mit kleiner kopfiger Narbe. Es ist ein Diskus vorhanden.
Es werden flache, elliptische und rundum breit geflügelte, meist ein- bis zweisamige, bis 22 Zentimeter lange, bis 7 Zentimeter breite, selten öffnende, papierige Hülsenfrüchte (Samara) gebildet. Die nierenförmigen Samen mit kleinem Arillus sind 1,5–3 Zentimeter lang.

## Taxonomie
Die Erstbeschreibung erfolgte 1913 durch Hermann August Theodor Harms in Repertorium specierum novarum regni vegetabilis Band 12, Seite 12.

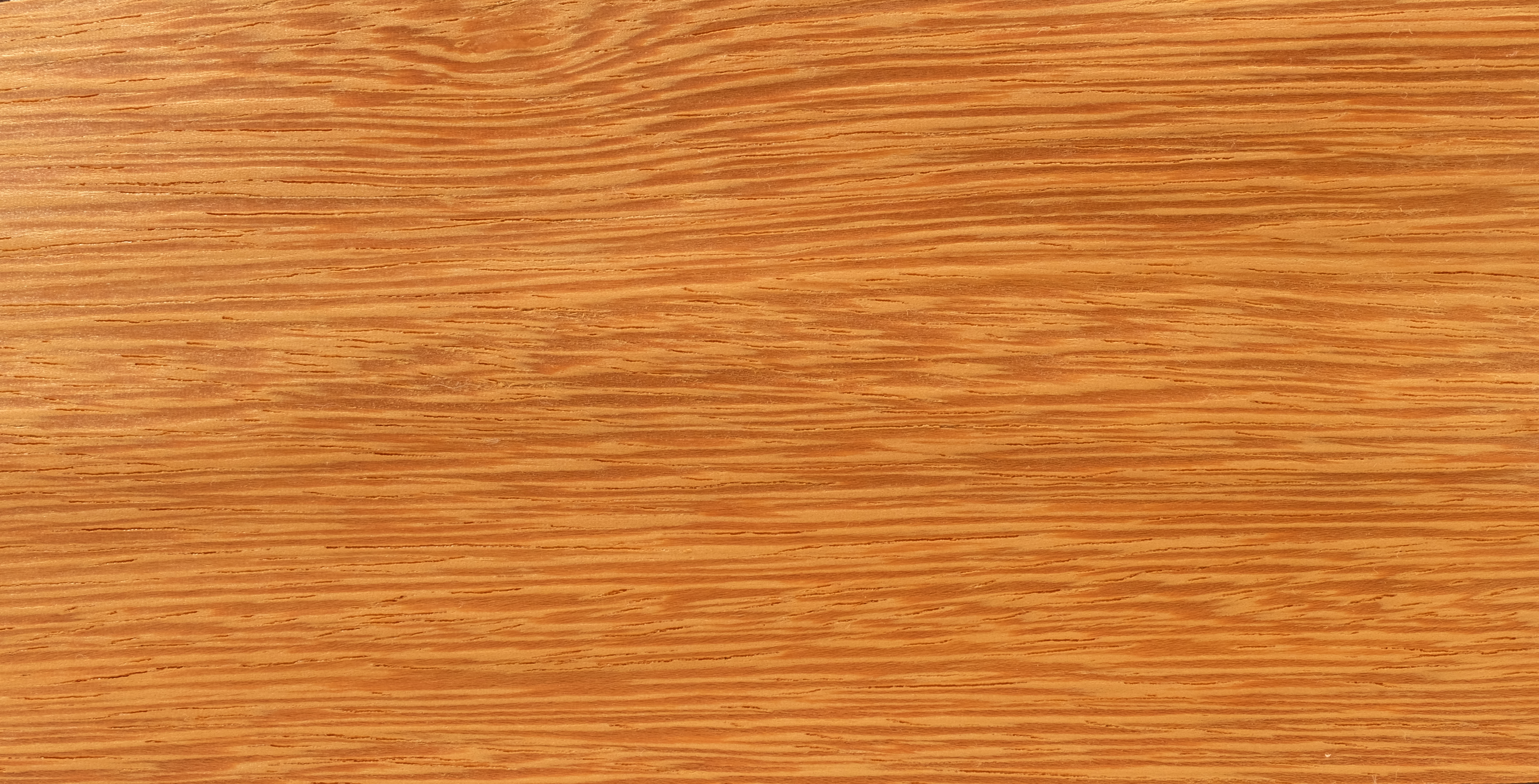
Lati Furnier

## Verwendung
Das mittelschwere, mäßig beständige und moderat harte, etwas grobe Holz wird vielfältig genutzt. Es ist bekannt als Lati oder Edjin, Edzil.